# 징펑 FC
징펑 FC(중국어: 景峰足球會, 영어: King Fung)은 홍콩의 과거 축구단으로 2020년 해체 수순을 밟았다.

## 역사
2011년 8월 11일 홍콩 사플링이라는 이름으로 창단되었으며 이후 2016년 비우춘 글로리 스카이, 2017년 드림즈 SC라는 이름을 거쳐 2019년 징펑 FC(혹은 킹펑)가 되었다.